# 柳生十兵衛死す
『柳生十兵衛死す』（やぎゅうじゅうべえしす）は、山田風太郎の時代小説。“十兵衛三部作”の3作目であり、山田風太郎が発表した最後の小説である。小説を原作として石川賢が漫画化しており、本項で併せて扱う。

## 概要
『毎日新聞』に1991年4月1日から1992年3月25日まで連載された。連載終了後の1992年9月に毎日新聞社から単行本が発売され、その後、富士見時代小説文庫、小学館文庫、河出文庫から文庫版が発売されている。
山田風太郎が晩年に発表した室町時代も舞台とするため“室町もの”の1冊に数えることもある。

## あらすじ
慶安3年（1650年）、大和国柳生ノ庄（現在の奈良市柳生町）付近の河原で隻眼の男の斬殺死体が見つかった。柳生十兵衛のものと思われたが……十兵衛は隻眼であったが、潰れているのは左目であった。しかし、発見された十兵衛の死体は右目が潰れていた。
慶安2年（1649年）の柳生十兵衛三巌（やぎゅうじゅうべえみつよし）と能楽師金春竹阿弥と、応永14年（1407年）の柳生十兵衛満巌（やぎゅうじゅうべえみつよし、十兵衛三巌の祖先）と能楽師世阿弥とが、秘曲「世阿弥」を用いて時の流れを超え入れ替わり、由比正雪の陰謀や足利義満の皇位簒奪に立ち向かう。

## 書誌情報
- 単行本（毎日新聞社）1992年9月
  - 上 ISBN 978-4620104584
  - 下 ISBN 978-4620104591
- 富士見時代小説文庫1994年12月
  - 上 ISBN 978-4829112632
  - 下 ISBN 978-4829112649
- 小学館文庫〈「時代・歴史」傑作シリーズ〉 1999年2月
  - 上 ISBN 978-4094035612
  - 下 ISBN 978-4094035629
- 河出文庫〈山田風太郎傑作選 室町篇〉 2020年8月
  - 上 ISBN 978-4309417622
  - 下 ISBN 978-4309417639

## 漫画版
石川賢の作画によって、『ビジネスジャンプ』（集英社）に2000年21号から2002年まで連載された。連載は打ち切りで終了し、単行本最終巻が発売される際に描き下ろしも加えられたが、ストーリーそのものは完結していない。
能楽曲による時空間移動というモチーフは同じだが、小説版とは大きく異なり「武士ではなく忍者が支配する江戸時代」との対立が主となっている。山田風太郎の他の小説に登場する忍者や剣客たちが登場する。
単行本は集英社ヤングジャンプコミックより全5巻で刊行、著者没後にリイド社SPコミックスより全3巻構成で再販。

### 漫画版のあらすじ
慶安3年（1650年）、大和国柳生ノ庄（現在の奈良市柳生町）付近の河原で隻眼の男の斬殺死体が見つかった。柳生十兵衛のものと思われたが……十兵衛は隻眼であったが、潰れているのは左目であった。しかし、発見された十兵衛の死体は右目が潰れていた。
慶安2年（1649年）の柳生十兵衛三巌（やぎゅうじゅうべえみつよし）が能楽師金春竹阿弥の能を観ているところへ、徳川の忍軍が襲い掛かってくる。「葵の紋」ならぬ「甲賀葵の紋」（徳川葵の中央に甲の文字）を掲げる徳川家康は「もう1つの江戸時代」=「武士ではなく忍者が支配する江戸時代」から十兵衛を抹殺に来たのであった。なんとか襲撃を退けたものの、女子供も無差別に殺され柳生の里は壊滅状態となった。しかし、竹阿弥の「刻を超えて、過去を変えれば、この襲撃は無かったことに出来るかもしれない」という提案を受け、本来の江戸時代と忍びの江戸時代が、分かたれた秘密を探ることを決意。刻を渡る秘術を知るという「こちらの世界の邪阿弥」と会うべく、邪阿弥の所在を知る月の輪の宮がいる京へ旅立つ。

### 漫画版の主な登場人物
金春竹阿弥
世阿弥の子孫。邪阿弥の影能に巻き込まれた十兵衛を探すため、永禄年間へと降り立つ。
月ノ輪の宮
先の明正天皇。
数年前、大きな行事の度に十兵衛が護衛に付いていたことがあり、親交がある。その都度、柳生剣法を伝授、ついには十兵衛をも翻弄する腕前となった。作中では家光らの油断もあったとは言え、佐々木小次郎の腕を斬り落としている。
邪阿弥
影能を極めた能楽師。月ノ輪の宮の能楽の師匠でもある。右目の周りに大きな痣がある。こちらの邪阿弥は独学で影能を極めたが、向こう側の邪阿弥は父親から厳しい修練を受けて習得している。
狂阿弥
伊賀の能楽師であり忍び。松平広忠より松平元康の双子の弟影麿を引き取り、一流の忍びとして育てた。
汚穢衆（おわいしゅう）
柳生ノ庄近郊の忍び集団。糞便などの汚物や蝿、虻といった虫などを使う。
ウマナミ
汚穢衆の1人。巨大な手裏剣に乗って飛行する忍法を使う。この騎乗用手裏剣は、糸巻き式の竹とんぼのように、紐を引いて回転を上げることができる。十兵衛に付き従って、過去の世界やもう1つの江戸時代を訪れる。
もう1つの江戸時代
時空を超えることで、未来技術を習得しており、飛行戦艦である甲賀戦艦、大型爆弾や機関銃といった江戸時代からすれば超兵器を有している。忍者でなければ人にあらず。とされるほど差別が激しく、忍者すなわち、忍法と言う超能力を持っていなければ、地下に送られ牛馬のように酷使される世界となっている。
徳川家康
もう1つの江戸時代世界において、本物の家康は牢につながれ自然死したと伝えられる。
もう1つの江戸時代世界で家康の名を騙っているのは、家康の双子の弟で幼児期から甲賀に引き取られ忍者として育てられた影麿であった。
徳川秀忠
二代将軍の座を家康に認めてもらうために、十兵衛を殺害すべく軍団を率いてやってくるも、返り討ちに合う。葵忍法さみだれ卍、しぐれ卍と、体中に仕込んだ大量の針を雨のように降らせ、口からも大量の針を吹き出す。針と言っても暗器の針で長大なもの。
徳川家光
父秀忠より先に十兵衛を討ち取って二代将軍の座を狙う。仮に先を越されても父の秀忠を殺害することすら考えている。「悪童」「餓鬼童子」と呼ばれても意に介せず、むしろ誇らしげに名乗る性格。佐々木小次郎、宮本武蔵を配下として月の輪の宮をかどわかそうとするも、十兵衛に阻止されたうえ、右眼を切られてしまう。破王雷（覇王雷）という放電能力の忍法を持つ。この放電は、電磁バリアーのようにして防御に使うこともできる。
秀忠死亡時に、本来の江戸時代に取り残されるが、どうにかして、忍びの江戸時代に帰還。天草四郎時貞を殺害し、成りすまして国千代に近づくも殺気を十兵衛に読まれて露見する。
薬師寺天膳、蓑念鬼、雨夜陣五郎
もう1つの江戸時代世界の伊賀の忍者。『甲賀忍法帖』より。能力（忍術）も『甲賀忍法帖』に準じる。
剣鬼喇嘛仏（長岡与五郎興秋）
もう1つの江戸時代世界からの刺客。単身柳生ノ庄に乗り込んでくる。短編『剣鬼喇嘛仏』より。
本体は女のほうであり、男の肉体は使い捨てもできる傀儡である。
佐々木小次郎、宮本武蔵
もう1つの江戸時代世界では佐々木小次郎は忍者であり、忍術（含み針）を用いて巌流島での決闘に勝利している。武蔵はムサシではなくタケゾウと読ませている。当人は、ムサシ、タケゾウどちらで呼ばれても反応するため、敗北のおりに改名させられた可能性もある。
武蔵は十兵衛との戦いに敗れるが武士としての尊厳を思い出し、秀忠の忍法から十兵衛をかばって瀕死となる。その後、邪阿弥の影能に巻き込まれ、十兵衛、ウマナミと共に刻の流れに飲まれ、未来の技術によって戦闘サイボーグとして蘇る。
国千代
家光とは双子の弟として生まれ、処分されるはずであったが、武士に助けられレジスタンス「天山党」の長となる。この世界では家光と双子（国千代が弟）であるため徳川忠長その人であるかどうかは不明。
天草四郎時貞、宝蔵院胤舜、荒木又右衛門
もう1つの江戸時代での天山党の一員。四郎は家光に殺される。
由比正雪
天山党の一員だが、その実は生まれた時からの忍びであり、いわゆる草。国千代を殺害するために、天山党に入りこみ、暗殺の機会を狙っていた。

## 関連作品
十兵衛三部作
- 柳生忍法帖
- 魔界転生